# リサ・ブラント・ロチェスター
リサ・ラトレル・ブラント・ロチェスター（Lisa LaTrelle Blunt Rochester, 1962年2月10日 - ）は、アメリカ合衆国の政治家、デラウェア州選出のアメリカ合衆国上院議員（1期）。
彼女はデラウェア州出身の初のアフリカ系アメリカ人上院議員である。彼女はデラウェア州出身の初の女性上院議員でもある。